# Mysidia boliviana
Mysidia boliviana är en insektsart som beskrevs av Broomfield 1985. Mysidia boliviana ingår i släktet Mysidia och familjen Derbidae. Inga underarter finns listade i Catalogue of Life.